# 330836 Orius
330836 Orius este o planetă minoră (asteroid) din Centaur. A fost descoperită pe 25 aprilie 2009 la Baldone⁠(d) de Kazimieras Černis⁠(d). 
Obiectul prezintă o orbită caracterizată de o semiaxă mare de 21,37603734446 de UAi, o excentricitate de 0,421, o înclinație de 17,9 ° în raport cu ecliptica.